# جيمس إم. ولس الثالث
جيمس إم. ولس الثالث (بالإنجليزية: James M. Wells, III)‏ هو مصرفي أمريكي، ولد في 1948.

## وصلات خارجية
- جيمس إم. ولس الثالث على موقع إن إن دي بي (الإنجليزية)